# Бесов камень
Бесов камень — памятник природы, находится в Ленинградской области в Волосовском районе, к югу от Таллинского шоссе.
Краевед П. Сергеев в 1970-х годах дал камню такое описание:

«В болотистом редколесье Бегуницкого лесничества между деревнями Сельцо и Кандакюль было произведено обследование и фотографирование большой гранитной глыбы, глубоко утонувшей и обросшей мхом за много тысячелетий. Солидными размерами она превосходит любой из камней на территории Волосовского района. Возвышающаяся над поверхностью болота часть этой громадины имеет форму неправильного прямоугольника. Насколько глубоко находится остальная часть камня под моховым покровом, сказать трудно, однако, четырёхметровая жердь, опускавшаяся в щель у юго-западного края камня два года назад, дна не достала (в настоящее время эта щель забита жердями). Силы природы ориентировали этот гранитный массив по сторонам света. Причем наибольшая сторона периметра, длиной около 8 метров, обращена на север, другая 4-метровая озаряется солнцем с востока, южная граница протянулась на 5 метров и западная имеет в длину тоже 5 метров. Вершина посланца Скандинавских гор неравномерна: в наиболее высокой точке она достигает 3,5 метра, а в том месте, где на неё взбираются любознательные туристы, не превышает 2,5 метра, здесь естественные ступени ведут к вершине».
— Сергеев П.; цит. по: Платов А. В. «Мегалиты Русской равнины»
На камне есть надписи и знаки: на северной стороне валуна выбито два косых креста размерами примерно 40*30 см, на вершине камня латиницей выбиты монограммы AJ, AB, JU. Возможно, эти монограммы являются сокращенными формулами лютеранских молитв и были нанесены здесь в XVII—XIX вв. Местные финны называли камень Сууркиви («Большой камень») и Кирккокиви («Церковный камень»).
На одной из граней камня выемка, напоминающая арку входа в церковь. Скорее всего, эта особенность и послужила основанием для названия «Церковный камень».
В современных сообщениях камень часто называют Велесовым, существует современная легенда о происхождении названия районного центра Волосово от имени Велеса (Волоса).

## Легенды, связанные с камнем
- Местное жители рассказывают, что ночью или в бурю из-под камня можно услышать как бесовский хохот, так и церковное пение.
- Согласно легендам, когда-то этот камень был церковью, но прихожане и священник не отличались особой праведностью, и Бог за грехи обратил их храм в камень.
- Старожилы упоминают место, где стоит камень, как блудное, и не рекомендуют туда ходить.
- Согласно легендам, «плохого человека камень к себе не подпускает». Можно плутать, а камень так и не найти.